# バレーボール大韓民国男子代表
バレーボール大韓民国男子代表（バレーボールだいかんみんこく だんしだいひょう）は、バレーボールの国際大会で編成される大韓民国の男子バレーボールナショナルチームである。

## 歴史
1959年に国際バレーボール連盟へ加盟。2002年釜山アジア大会、2006年ドーハアジア大会では2大会連続の優勝を飾った。
しかし、三大大会でのメダル獲得を一度も獲得をしたことがなく世界選手権やワールドカップには現在でも出場しているが、オリンピックの出場も2000年シドニーオリンピックを最後に出場をしておらず、2004年アテネオリンピック以降の世界最終予選で逃し続けている。

## 過去の成績

### オリンピックの成績
| - 1964年 - 10位 - 1968年 - 不出場 - 1972年 - 7位 - 1976年 - 6位 - 1980年 - 不参加 - 1984年 - 5位 | - 1988年 - 11位 - 1992年 - 9位 - 1996年 - 10位 - 2000年 - 9位 - 2004年 - 最終予選敗退 - 2008年 - 最終予選敗退 | - 2012年 - 最終予選敗退 |

### 世界選手権の成績
| - 1949年 - 不参加 - 1952年 - 不参加 - 1956年 - 18位 - 1960年 - 不出場 - 1962年 - 不出場 - 1966年 - 不出場 | - 1970年 - 不出場 - 1974年 - 13位 - 1978年 - 4位 - 1982年 - 8位 - 1986年 - 不出場 - 1990年 - 14位 | - 1994年 - 8位 - 1998年 - 13位 - 2002年 - アジア予選敗退 - 2006年 - 19位 - 2010年 - アジア予選敗退 - 2014年 - 17位 |

### ワールドカップの成績
| - 1977年 - 7位 - 1985年 - 7位 - 1989年 - 7位 - 1991年 - 5位 - 1995年 - 5位 - 1999年 - 7位 | - 2003年 - 6位 - 2007年 - 11位 |  |

### アジア選手権の成績
| - 1975年 - 準優勝 - 1979年 - 準優勝 - 1983年 - 3位 - 1987年 - 3位 - 1989年 - 優勝 - 1991年 - 準優勝 | - 1993年 - 優勝 - 1995年 - 3位 - 1997年 - 5位 - 1999年 - 3位 - 2001年 - 優勝 - 2003年 - 優勝 | - 2005年 - 3位 - 2007年 - 3位 - 2009年 - 3位 - 2011年 - 3位 - 2013年 - 準優勝 - 2015年 - 7位 - 2017年 - 3位 - 2019年 - 4位 |

## 現在の代表
2012年ロンドンオリンピック世界最終予選に登録された主なメンバー。
| 監督 | パク・ギウォン     | パク・ギウォン | パク・ギウォン | パク・ギウォン   | パク・ギウォン | パク・ギウォン |
| No.  | 選手名             | シャツネーム   | 身長           | 所属             | P              | 備考           |
| 1    | チョン・ガンイン   | JEON Kwang-in  | 193            | 成均館大学校     |                |                |
| 2    | ハン・ソンス       | HAN Sun-soo    | 189            | 大韓航空         |                |                |
| 3    | クォン・ヨンミン   | KWON Young-min | 190            | 現代キャピタル   |                |                |
| 4    | チン・サンホン     | JIN Sang-houn  | 200            | 大韓航空         |                |                |
| 5    | ヨ・オヒョン       | YEO Oh-hyun    | 175            | 三星火災         | L              |                |
| 6    | チェ・ミンホ       | CHOI Min-ho    | 198            | 現代キャピタル   |                |                |
| 7    | イ・ソンギュ       | LEE Sun-kyu    | 199            | 現代キャピタル   |                |                |
| 8    | キム・ハクミン     | KIM Hak-min    | 193            | 大韓航空         |                |                |
| 9    | イ・カンウォン     | LEE Kang-won   | 198            | 慶熙大学校       |                |                |
| 10   | ユン・ボンウ       | YUN Bong-woo   | 199            | 現代キャピタル   |                |                |
| 11   | パク・チョルウ     | PARK Chul-woo  | 190            | 三星火災         |                |                |
| 12   | ブ・ヨンチャン     | BU Young-chan  | 175            | LIG損害保険      |                |                |
| 13   | チェ・ホンスク     | CHOI Hong-suk  | 195            | ドリームシックス |                |                |
| 14   | キム・ヨハン       | KIM Yo-han     | 200            | LIG損害保険      |                |                |
| 15   | ハ・ヒョンヨン     | HA Hyun-yong   | 198            | 尚武             |                |                |
| 16   | キム・チョンファン | KIM Jeong-hwan | 196            | ドリームシックス |                |                |
| 17   | ハ・ギョンミン     | HA Kyoung-min  | 201            | KEPCO45          |                |                |
| 18   | シン・ヨンソク     | SHIN Yung-suk  | 198            | ドリームシックス |                |                |
| 19   | イ・カンジュ       | LEE Kang-joo   | 185            | ドリームシックス |                |                |
| 20   | イム・ドンギュ     | IM Dong-kyu    | 195            | 現代キャピタル   |                |                |

## 歴代代表監督
- キム・ホチョル（2006年、2009年）
- パク・ギウォン

## 歴代代表選手
| - キム・ホチョル（金浩哲） - カン・マンス（姜萬守） - キム・セジン（金世鎭） - ムン・ソンミン（文聖民） - パク・チョルウ | - シン・ジンシク - イ・キョンス - イ・ホ - キム・ヨハン - ハン・ソンス |